# Contusione polmonare
Una contusione polmonare è una contusione del polmone causata da un trauma al torace.
A causa del danno subito dai capillari, sangue e altri fluidi si accumulano nel tessuto del polmone ostacolando gli scambi di gas e causando ipossia (una riduzione dell'ossigenazione dell'organismo). La contusione polmonare non si associa a una soluzione di continuità del tessuto polmonare.
Le contusioni polmonari di solito si associano ai traumi contusivi che le causano, ma possono anche derivare dalle lesioni dovute a esplosioni e relative onde d'urto, oppure a traumi penetranti, o anche a incidenti stradali e impatti tra autoveicoli (attualmente la grande maggioranza delle contusioni: l'uso di dispositivi di sicurezza passiva come cinture di sicurezza e airbag riduce di molto il rischio).
La diagnosi si basa sullo studio della causa del trauma, sull'esame obiettivo e sull'esecuzione di una radiografia del torace. I segni tipici includono dolore al torace, emottisi, evidenza di uno stato di asfissia (insufficienti ventilazione, ossigenazione e perfusione dell'organismo) e di cianosi. Complicanze comuni della contusione polmonare sono polmoniti, sindrome da distress respiratorio e grave disabilità respiratoria cronica.
La contusione polmonare frequentemente guarisce senza necessità di particolari cure, con semplice terapia di supporto.
L'ossigenoterapia (respirazione di aria arricchita in ossigeno) e il monitoraggio del paziente sono spesso sufficienti. Talvolta invece il traumatizzato necessita di cure intensive per raggiungere una completa guarigione. Le contusioni polmonari sono mortali da un quarto alla metà dei casi; alcune invece sono lievi, con poco o nessun impatto sulla salute del paziente. Raramente la contusione è isolata: si accompagna ad altre lesioni, spesso esse stesse causa di morte.
I bambini sono maggiormente a rischio di sviluppare una contusione polmonare anche per traumi di lieve entità perché l'elasticità della gabbia toracica facilmente trasmette al sottostante polmone le forze assorbite durante un trauma. 

## Epidemiologia
La contusione polmonare si verifica in una percentuale variabile tra il 30% e il 75% dei casi di gravi lesioni al torace. Si tratta della lesione grave più comunemente associata al trauma toracico.
Fra i soggetti traumatizzati che presentano lesioni multiple e il cui punteggio dell'Injury Severity Score è superiore a 15, la contusione polmonare si verifica in circa il 17% dei casi.
Il tasso di mortalità correlato alla contusione polmonare non è di facile determinazione, poiché la contusione si verifica raramente in modo isolato e più spesso si associa ad altre condizioni e complicanze.
Di solito i decessi dei soggetti con contusione polmonare derivano anche da altre lesioni, in genere lesioni cerebrali traumatiche.
Non è ancora chiaro, rimanendo il tema oggetto di dibattito tra gli esperti, se la contusione polmonare associata a un lembo toracico fluttuante (volet costale) sia un fattore importante e indipendente di mortalità oppure se contribuisca solo a incrementare la mortalità nei soggetti con lesioni multiple (politraumatizzati).
In ogni caso il tasso di mortalità associato alla contusione polmonare si stima vari tra il 14% e il 40%, a seconda della gravità della contusione e di eventuali lesioni associate.
Quando le contusioni polmonari sono piccole, normalmente non aumenta il rischio di mortalità o di esito sfavorevole nei soggetti con un trauma toracico contusivo. Tuttavia queste evenienze aumentano via via con l'aumentare della dimensione della contusione.
In uno studio è stato riscontrato che tra i soggetti politraumatizzati con più lesioni significative, inclusa la contusione polmonare, circa il 35% muore.
In un altro studio, l'11% circa dei soggetti con contusione polmonare isolata è andato incontro a morte, mentre il numero è salito al 22% circa in quei soggetti che presentavano anche delle lesioni aggiuntive.
Un lembo toracico fluttuante aumenta la morbilità e la mortalità a livelli doppi rispetto alla contusione polmonare isolata. La contusione polmonare si pensa sia comunque la causa diretta di morte di circa il 25% dei soggetti politraumatizzati che muoiono.

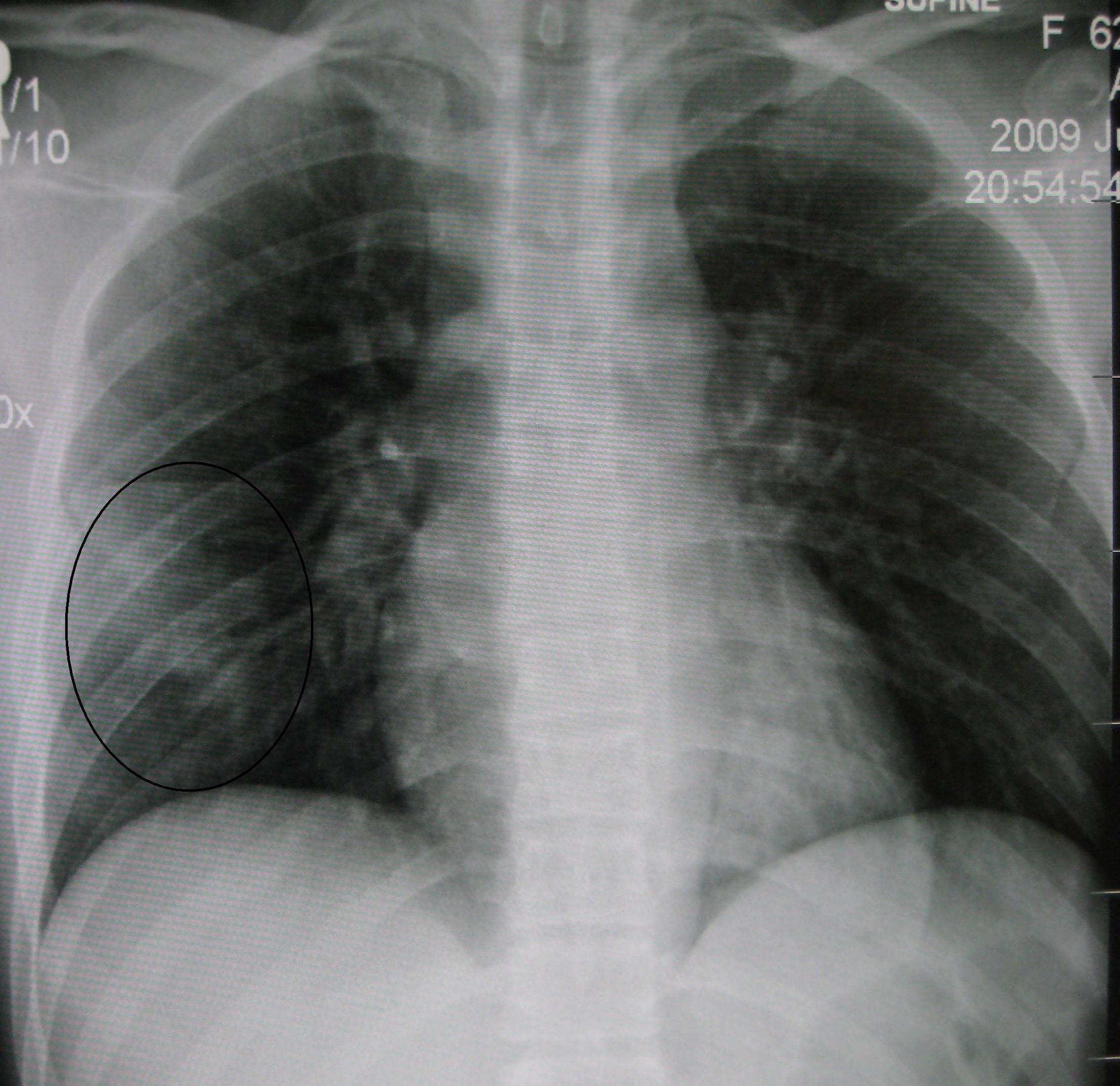
Sul lato destro è evidente una contusione polmonare che si è verificata dopo un trauma chiuso del torace. Radiograficamente si nota un'opacità aumentata proprio sotto la fessura orizzontale del polmone.

La contusione polmonare è la più comune causa di morte tra gli occupanti dei veicoli coinvolti in incidenti stradali, e si ritiene contribuisca in maniera significativa a circa un quarto dei decessi dovuti a incidenti stradali.
Poiché negli anni l'utilizzo di veicoli a motore è aumentato, e similmente il numero di incidenti d'auto, è anche aumentato il numero di traumi al torace. Tuttavia un aumento del numero di airbag installati nelle auto più moderne, così come quello di altri dispositivi di sicurezza, può ridurre l'incidenza della contusione polmonare. A titolo d'esempio il diffondersi di sistemi di ritenuta per bambini (seggiolini per auto e altri) ha ridotto, in questa fascia d'età, l'incidenza approssimativa della contusione polmonare a seguito di incidenti stradali dal 22% al 10%.
Dal momento che la parete toracica in età pediatrica è più flessibile, i bambini sono più vulnerabili alla contusione polmonare rispetto agli adulti.
Per questo motivo la contusione polmonare è più comune nei bambini che negli adulti.
A conferma di ciò i bambini, negli impatti violenti, sviluppano un numero doppio di contusioni polmonari rispetto agli adulti coinvolti in impatti comportanti meccanismi di lesioni simili.
D'altro canto essi presentano un numero di fratture costali proporzionalmente inferiore.
Una contusione polmonare è stata trovata nel 53% dei bambini con lesioni al torace significative (vale a dire lesioni toraciche che hanno richiesto un ricovero ospedaliero).
Alcuni tipi di meccanismi di lesione si verificano con una frequenza che è differente tra l'età adulta e quella pediatrica. I bambini, per esempio, quando si trovano nel traffico in qualità di pedoni, sono più spesso coinvolti in incidenti stradali che comportano urti, travolgimenti e trascinamenti da parte delle automobili.
Le differenze somatiche tra adulti e bambini hanno anche importanti ripercussioni sulla modalità con la quale si manifestano la contusione polmonare e le altre eventuali lesioni associate. Si deve considerare, a titolo esemplificativo, che i bambini (in relazione all'età) hanno una massa corporea di gran lunga inferiore rispetto a un adulto. Ne consegue che, a parità di forze ed energia in gioco, il trauma del bambino possa comportare con più probabilità un coinvolgimento e lesioni a carico di più organi e sistemi.
Alcune differenze nella fisiologia dei bambini possono giocare a loro vantaggio (per esempio con grande probabilità non soffrono di altre patologie o condizioni mediche che possono avere un influsso negativo sulla prognosi) e pertanto è possibile prevedere che i risultati, in termini di guarigione e ripresa funzionale, siano migliori.
Altre differenze fisiologiche, per esempio nel rapporto tra superficie e massa corporea e nei meccanismi di termoregolazione, li espongono invece a maggiori rischi. Infatti procedure rianimatorie prolungate ed esplorazioni chirurgiche possono provocare con più facilità ipotermia.
Tuttavia, nonostante queste differenze reali, i bambini con contusione polmonare hanno globalmente un tasso di mortalità simile a quello degli adulti.

## Storia

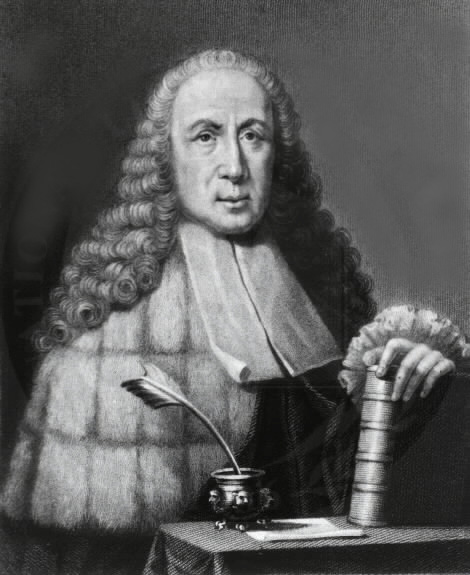
Ritratto del medico italiano Giovanni Battista Morgagni, cui va il merito di aver descritto per primo un trauma polmonare senza lesioni evidenti del torace.

Nel 1761, il medico e anatomista italiano Giovanni Battista Morgagni fu il primo a descrivere un danno polmonare che non era accompagnato da lesioni evidenti sulla sovrastante parete toracica.
Tuttavia il merito di aver coniato il termine contusione polmonare va al medico e chirurgo militare francese Guillaume Dupuytren, che lo usò per la prima volta nel XIX secolo.
Solo nel corso del XX secolo l'importanza della contusione polmonare e del suo significato clinico iniziano a ricevere adeguati riconoscimenti.
È infatti con il diffondersi dell'impiego di esplosivi che si verifica durante la prima guerra mondiale che si rende evidente il gran numero di vittime senza alcun segno esterno di lesioni al torace, ma con un sanguinamento importante nei polmoni.
Gli studi effettuati dal dottor Hooker sulle lesioni e traumi riportati nel corso della prima guerra mondiale dimostrarono che la contusione polmonare ricopriva un ruolo molto importante nelle lesioni concussive correlate alle esplosioni.
Un ulteriore interesse e impulso agli studi sulla contusione polmonare si ebbe durante la seconda guerra mondiale, quando i bombardamenti sulla Gran Bretagna, avvenuti nella battaglia d'Inghilterra, da parte dell'aviazione nazista causarono un gran numero di vittime da lesioni da scoppio, sia tra i militari sia tra i civili, le quali regolarmente sviluppavano tutta una serie di gravi problemi respiratori. In questo periodo furono eseguiti alcuni studi su degli animali che venivano posti a varie distanze da una esplosione. Gli esperimenti dimostrarono che un equipaggiamento protettivo era in grado di prevenire le lesioni polmonari. Questi risultati suggerirono e confermarono che un impatto generato da un'onda d'urto al di fuori della parete toracica era responsabile delle lesioni polmonari interne.
Fu nel 1945 che Buford e Burbank descrissero per la prima volta quello che essi chiamarono "polmone umido", cioè quella situazione nella quale i polmoni accumulano fluido al loro interno e nello stesso tempo si dimostrano meno in grado di rimuoverlo.
I due studiosi attribuirono l'insufficienza respiratoria che spesso si associa al trauma toracico contusivo in parte agli interventi rianimatori in cui si infondeva un'eccessiva quantità di fluidi. Da allora la questione se e quanti liquidi debbano essere somministrati è sempre rimasta controversa.
Durante la guerra del Vietnam gli scontri militari resero nuovamente attuale il problema della contusione polmonare. Le ricerche effettuate durante i quindi anni di conflitto ebbero un ruolo fondamentale nello sviluppo della concezione moderna del trattamento.
Sempre a partire dal 1960 la condizione iniziò a essere più ampiamente riconosciuta anche al di fuori del contesto bellico. Iniziarono a esserne descritti i sintomi e i tipici reperti legati alle tecniche di imaging allora utilizzate, come per esempio i quadri polmonari delle radiografie toraciche.
Prima del 1960 si riteneva che l'insufficienza respiratoria associata al lembo toracico fluttuante (conosciuto anche come volet costale) fosse dovuta al "movimento paradosso" del segmento fluttuante della parete toracica (il lembo si muove verso l'interno in inspirazione e verso l'esterno in espirazione, cioè in senso opposto al resto della parete toracica).
A causa di questo pregiudizio il trattamento veniva finalizzato alla gestione della lesione della parete toracica, e non indirizzato alla sottostante contusione polmonare.
A titolo d'esempio, la ventilazione a pressione positiva veniva utilizzata dai rianimatori per stabilizzare il segmento fluttuante e impedirne il movimento di rientro in torace durante gli atti respiratori.
Fu solo nel 1965 che per la prima volta venne proposto che l'insufficienza respiratoria fosse a causa delle lesioni polmonari piuttosto che per il danno della parete toracica, e si dovette attendere una decina d'anni prima che, nel 1975, un gruppo guidato dal dottor JK Trinkle confermasse questa ipotesi.
A partire dal 1975 il trattamento moderno dà la priorità alla gestione della contusione polmonare. Gli studi sugli animali eseguiti alla fine degli anni sessanta e settanta misero definitivamente in luce i processi fisiopatologici coinvolti nella contusione polmonare.

## Eziologia

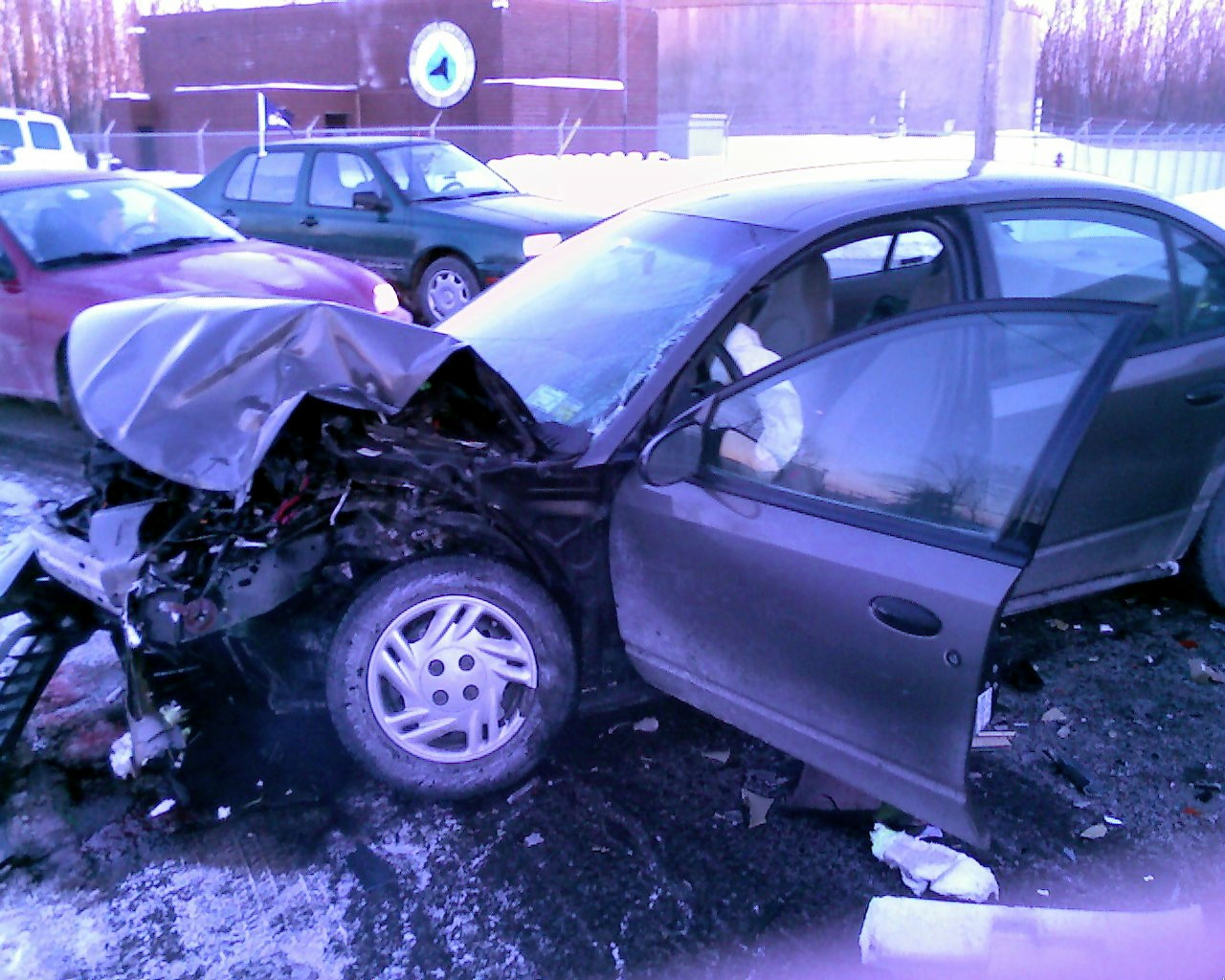
Gli incidenti della strada fra veicoli a motore sono la causa più comune di contusione polmonare.

La contusione polmonare, che si verifica nel 25-35% di tutti i traumi contusivi toracici, è di solito causata dalla rapida decelerazione che fa seguito all'improvviso arresto della cassa toracica in movimento, allorché si colpisce un oggetto fisso.
Circa il 70% dei casi è secondario a incidenti stradali tra veicoli, e la dinamica più frequente è dovuta all'urto del torace contro l'interno della vettura (assai spesso contro il volante o il piantone dello sterzo).
Cadute dall'alto, traumi domestici, incidenti sul lavoro, violenza e aggressioni, e lesioni da sport (in particolare da sport estremi) sono altre cause frequenti.
La contusione polmonare può anche essere causata da esplosioni, divenute di utilizzo frequente in alcuni settori industriali. Va ricordato che in caso di esplosione gli organi più vulnerabili e più frequentemente soggetti a lesioni da scoppio sono quelli che contengono gas, come per esempio i polmoni, gli orecchi, oppure a livello addominale stomaco e intestino.
I danni da esplosione a livello polmonare consistono in una grave contusione polmonare, emorragia o edema, con grave danno agli alveoli e ai vasi sanguigni, oppure una combinazione di questi eventi.
La contusione polmonare è la prima causa di morte tra i traumatizzati che sopravvivono inizialmente a un'esplosione.
Oltre ai traumi chiusi, anche un trauma penetrante può causare una contusione polmonare.
Quando un proiettile dotato di alta cinetica (in rapido movimento) attraversa un tessuto, il tessuto circostante il tragitto del proiettile viene violentemente 'spostato' di lato, e il tessuto ne risulta contuso. È l'onda di pressione creata dal proiettile a forzare il tessuto ad allontanarsi dal tragitto della pallottola, creando in questo modo una cavità temporanea. La cavità, appunto temporanea, si richiude in pochi istanti. Il tessuto torna infatti prontamente nella posizione iniziale, ma disgraziatamente viene anche leso. Questo fenomeno è noto ai sanitari impegnati nell'emergenza-urgenza come fenomeno della "cavitazione".
Le contusioni polmonari che si associano a traumi da arma bianca e proiettili a bassa velocità non sono di solito così gravi da determinare un importante effetto cavitazione. Va comunque ricordato che i traumi penetranti provocano contusione polmonare e danni polmonari con molta minore frequenza di quanto non accada per un trauma contusivo. Un'eccezione è rappresentata dalle ferite da fucile da caccia, le quali possono danneggiare seriamente un'ampia area di tessuto polmonare, oltre che per un danno diretto anche attraverso un meccanismo di lesione da esplosione.

## Patogenesi
I processi fisici che stanno alla base della contusione polmonare sono ancora poco conosciuti. In ogni caso è noto che il tessuto polmonare può essere compresso quando la parete toracica viene a schiacciarsi verso l'interno a seguito dell'impatto. Sono stati comunque suggeriti anche altri possibili meccanismi: l'effetto inerziale, l'effetto sfaldamento e l'effetto implosione.
- Effetto inerziale: il tessuto alveolare più leggero viene decapitato dalle strutture ilari più pesanti. Tale effetto è molto simile a quello che determina un danno assonale diffuso nel trauma cranico.[36] La spiegazione dell'effetto inerziale si basa sulla constatazione che tessuti differenti hanno diverse densità, e quindi differenti sensibili di accelerazione o decelerazione.[37]
- Effetto sfaldamento: il tessuto polmonare scoppia o viene leso e tagliato allorché un'onda d'urto incontra il tessuto polmonare. Ciò avviene normalmente all'interfaccia tra gas e liquido.[2] Le pareti alveolari formano una sorta di interfaccia gas-liquido con l'aria presente negli alveoli.[36][38] L'effetto sfaldamento si verifica in aree con grandi differenze di densità. Alcune particelle di tessuto denso sono sfaldate (gettate) nelle particelle meno dense.[39]
- Effetto implosione: si verifica quando un'onda di pressione transita attraverso un tessuto contenente bolle di gas: la bolla in un primo momento implode, poi a seguito di un fenomeno di rimbalzo si espande oltre il suo volume originale.[40] Le numerose bolle d'aria che subiscono questa azione causano molte minuscole esplosioni, che determinano l'effetto finale di un danno tissutale,[40] infatti la superespansione delle bolle di gas distende e lacera gli alveoli.[16][19] In buona sostanza è questo il meccanismo microscopico che si ritiene essere alla base della contusione polmonare quando l'onda di pressione nelle vie aeree aumenta rapidamente.[35]

La contusione di solito si verifica nella regione polmonare direttamente sotto il sito di impatto. Tuttavia, analogamente a quanto si verifica nella lesione traumatica del cervello, nella regione polmonare opposta alla zona di impatto si può verificare una contusione da contraccolpo. Si deve dunque tenere presente che un colpo subito nella parte anteriore del torace può causare una contusione sulla parte dorsale del polmone. L'onda d'urto viaggia infatti attraverso il torace e colpisce nella zona della schiena, riflettendosi e concentrando tutta l'energia sulla zona dorsale del polmone. Un meccanismo simile, ma opposto, si può verificare nella parte anteriore dei polmoni quando il colpo diretto viene subito al dorso.
La quantità di energia trasferita al polmone è determinata in gran parte dalla compliance (cioè dalla flessibilità) della parete toracica. Il torace dei bambini è più flessibile perché le loro costole sono più elastiche e il processo di ossificazione delle cartilagini intercostali è inferiore.
Pertanto, la parete toracica dei bambini si flette sotto l'energia del trauma, assorbe meno forza e la trasmette in quantità maggiore agli organi sottostanti.
Al contrario la parete toracica di un individuo adulto, che presenta una maggiore mineralizzazione ossea, assorbe maggiormente l'energia del trauma, piuttosto che trasmetterla. Ne consegue che i bambini in genere presentano contusioni polmonari senza evidenza di fratture delle costole sovrastanti, mentre i soggetti adulti e anziani hanno maggiore probabilità di subire lesioni della parete toracica (e quindi fratture costali), piuttosto che contusioni.
In uno studio è stato segnalato che le contusioni polmonari sono associate a fratture nel 62% dei bambini, mentre la percentuale si innalza all'80% quando il trauma si verifica negli adulti.

### Il rapporto ventilazione/perfusione
Normalmente, nel polmone il rapporto ventilazione/perfusione è di circa uno-a-uno. Ciò significa che il volume di aria che entra negli alveoli (la ventilazione) è all'incirca uguale a quello del sangue nei capillari che li circondano (la perfusione). Questo rapporto, nella contusione polmonare, viene a essere ridotto: gli alveoli edematosi, cioè contenenti liquido, non possono essere adeguatamente ventilati dall'aria inspirata. Ne consegue che l'ossigeno non riesce a saturare completamente l'emoglobina, e pertanto il sangue lascia il polmone senza essere stato completamente ossigenato.

### Complicanze
Una insufficiente espansione dei polmoni, che, a titolo d'esempio, potrebbe derivare da una insufficiente ventilazione meccanica o da una lesione associata, come un lembo toracico fluttuante, può contribuire ulteriormente a un alterato rapporto ventilazione/perfusione. Poiché il rapporto alterato tra ventilazione e perfusione si accresce, la saturazione di ossigeno nel sangue si riduce.
Un altro fenomeno che si può registrare nella contusione polmonare è rappresentato dalla vasocostrizione ipossica polmonare. Si verifica che i vasi sanguigni prossimi agli alveoli ipossici vanno incontro a costrizione (cioè a un restringimento del loro diametro, e quindi del flusso ematico) in risposta alla ridotta concentrazione di ossigeno alveolare. La vasocostrizione comporta un aumento delle resistenze vascolari nelle aree di contusione polmonare, portando a una diminuzione del flusso ematico, cioè della quantità di sangue che scorre in questi vasi e nelle relative aree irrorate, dirigendo il flusso sanguigno in aree meglio ventilate.
L'organismo riduce il flusso di sangue verso le zone polmonari contuse cercando di compensare il fatto che il sangue che irrora queste aree contenenti alveoli non ventilati (o scarsamente ventilati) non riuscirà a ossigenarsi. Nonostante questo meccanismo di compenso l'ossigenazione del sangue rimane comunque inferiore al normale.
Se la lesione è abbastanza grave, l'ipossiemia del sangue non può essere corretta solo fornendo ossigeno supplementare (cioè facendo respirare il traumatizzato tramite una maschera, con flussi elevati di ossigeno puro). Questo problema, che comporta insufficienza respiratoria, è la causa di gran parte dei decessi che derivano dal trauma.
Circa la metà dei casi di insufficienza respiratoria si verifica nel giro di poche ore dal trauma iniziale.

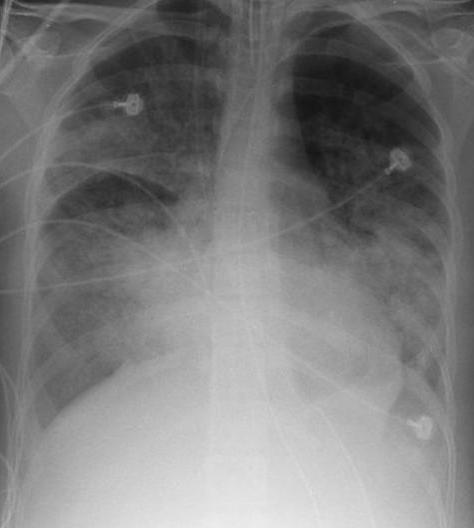
Una radiografia del torace che mostra una sindrome da distress respiratorio acuto.

Altre gravi complicazioni, e fra queste le infezioni e sindrome da distress respiratorio acuto (ARDS) si verificano in più della metà dei casi.
Gli anziani e coloro che in anamnesi, prima del verificarsi del trauma, soffrono già di disturbi cardiaci o respiratori, oppure di malattie renali, hanno maggiore probabilità di avere una degenza ospedaliera più lunga e di presentare delle complicazioni. Statisticamente le complicazioni si verificano nel 55% dei soggetti con precedenti disturbi cardiaci o malattie polmonari, contro il 13% dei soggetti che non presentano questi disturbi.
Tra i soggetti che presentano una contusione polmonare isolata, circa il 17% svilupperà la sindrome da distress respiratorio acuto (ARDS), mentre la percentuale si innalza al 78% circa dei soggetti che presentano almeno due lesioni supplementari.
Una contusione polmonare più estesa è associata a un aumento del rischio di ARDS. In uno studio, l'82% delle persone con il 20% o più del volume polmonare interessato sviluppò la sindrome da distress respiratorio acuto, mentre la percentuale scendeva al 22% dei soggetti con meno del 20% del polmone contuso.
La polmonite, un'altra potenziale complicanza, si sviluppa in circa il 20% delle persone con contusione polmonare.
I polmoni contusi sono infatti molto meno efficienti rispetto ai polmoni illesi nella rimozione di secrezioni bronchiali e batteri, è ciò comporta una predisposizione alle infezioni.
L'intubazione e la ventilazione meccanica aumentano ulteriormente il rischio di sviluppare polmonite. Il tubo endotracheale infatti viene fatto passare attraverso il naso o la bocca e successivamente spinto nelle vie aeree. Ciò comporta un potenziale trasferimento di batteri che normalmente albergano nel cavo orale, nel naso oppure nei seni paranasali.
Si deve tenere presente che l'intubazione impedisce il riflesso della tosse, che normalmente permette all'organismo di rimuovere dalle vie aeree le secrezioni bronchiali e i batteri in esse presenti. Inoltre l'accumulo di secrezioni che si ha nei pressi della cuffia del tubo endotracheale (la cuffia è il palloncino che viene gonfiato d'aria e che permette al tubo di ancorarsi stabilmente all'interno della trachea) facilita notevolmente la crescita e la moltiplicazione batterica.
I rianimatori sanno perfettamente che quanto prima viene rimosso il tubo endotracheale, minore è il rischio di polmonite. D'altro canto una rimozione troppo precoce comporta assai spesso una nuova procedura di intubazione, con un rischio aggiuntivo di sviluppare una polmonite.
Le persone che sono a rischio di aspirazione polmonare sono particolarmente suscettibili di sviluppare una polmonite. Tra costoro vi sono le persone anziane e i soggetti con un ridotto livello di coscienza a causa, per esempio, di traumi cranici e loro sequele.
Analogamente a quanto avviene con un'altra complicanza, la sindrome da distress respiratorio acuto (ARDS), le probabilità di sviluppare una polmonite aumentano all'aumentare delle dimensioni della contusione polmonare.
I bambini e gli adulti hanno tassi di complicanze quali la polmonite e l'ARDS sostanzialmente sovrapponibili.

### Lesioni associate

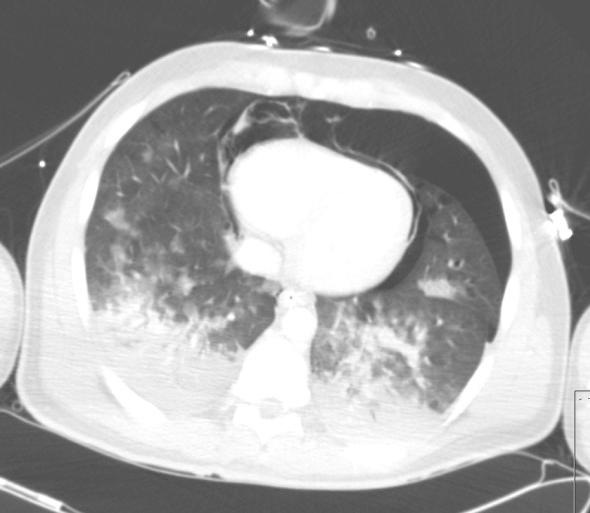
Una severa contusione polmonare associata a pneumotorace ed emotorace, che ha fatto seguito a un grave trauma toracico.

Si deve sempre avere presente che per causare contusione polmonare è necessaria una grande quantità di forza. Per questo motivo una persona che viene a essere traumatizzata e ferita da una tale forza ed energia può avere anche altri tipi di lesioni. La contusione polmonare può quindi essere usata come una sorta di indice che fornisce informazioni sulla gravità del trauma.
Fino a tre quarti dei soggetti con contusione polmonare possono presentare anche altre lesioni al torace. Le più comuni sono l'emotorace e il pneumotorace.
Il lembo toracico fluttuante è di solito associato con una contusione polmonare, ed è spesso la contusione, piuttosto che la lesione della parete toracica, la causa principale di insufficienza respiratoria nei soggetti affetti da questo tipo di lesioni.
Nei soggetti che hanno subito un trauma toracico possono associarsi anche altre condizioni, tra queste la frattura dello sterno e gli ematomi della parete toracica.
Oltre la metà delle fratture della scapola sono associate con una contusione polmonare.
È più frequente identificare una contusione polmonare subito al di sotto delle zone di frattura.
Generalmente la contusione polmonare che si accompagna a una frattura, tende a essere concentrata in una determinata posizione del parenchima. Al contrario essa tende a essere decisamente più diffusa quando non c'è frattura.
Le lacerazioni del parenchima polmonare possono derivare da quelle stesse forze che, in un trauma toracico chiuso o penetrante, hanno causato una contusione polmonare.
Le lacerazioni del parenchima possono provocare degli ematomi polmonari. Statisticamente questi ematomi si sviluppano nel 4%-11% di contusioni polmonari.

## Anatomia patologica

Gli alveoli polmonari e il loro rapporto con i capillari polmonari.

La contusione polmonare comporta sanguinamento e perdite di liquido nel tessuto polmonare, il quale tende a irrigidirsi e a perdere la sua normale elasticità. Il contenuto di acqua del polmone aumenta entro le prime 72 ore dalla lesione, il che nei casi più gravi porta a un edema polmonare franco. Come risultato di questi e altri processi patologici, la contusione polmonare progredisce nel tempo e può comportare ipossia (cioè una carenza di ossigeno nell'organismo).

### Sanguinamento ed edema

Normalmente, l'ossigeno e l'anidride carbonica diffondono attraverso lo spazio interstiziale e le membrane capillari e alveolari (figura in alto). La presenza di edema altera la diffusione, causando una ridotta ossigenazione del sangue (figura in basso).

Nella contusione polmonare, i capillari strappati perdono fluido nei tessuti circostanti. La membrana tra alveoli e capillari è strappata. Il danno a carico della membrana alveolo-capillare e dei piccoli vasi sanguigni provoca perdita di sangue e fluidi negli alveoli polmonari e nello spazio interstiziale del polmone (lo spazio circostante le cellule, compreso tra la parete dei capillari e le cellule dei tessuti). Questo fenomeno prende il nome di edema interstiziale. In caso di un grave trauma la quantità di edema, stravaso (sanguinamento) eritrocitario perialveolare e peribronchiale, e imbibizione degli alveoli è ovviamente maggiore.
La contusione polmonare si caratterizza per un numero elevato di microemorragie (sanguinamento minimo, quasi microscopico) che si verificano quando gli alveoli polmonari sono separati in modo traumatico dalle altre strutture delle vie aeree e dei vasi sanguigni. Il sangue inizialmente si raccoglie solo nello spazio interstiziale. In seguito, e precisamente entro una o due ore dopo la lesione, si verifica l'edema. Caratteristicamente un'area di sanguinamento in un polmone contuso appare quasi sempre circondata da una zona, più o meno ampia, di edema.
Nel normale scambio gassoso, l'anidride carbonica diffonde attraverso l'endotelio dei capillari, lo spazio interstiziale, e attraversa l'epitelio alveolare. L'ossigeno diffonde nella direzione opposta. Un accumulo di liquidi inevitabilmente interferisce con lo scambio dei gas, e può comportare che gli alveoli si riempiano di proteine e collassino a causa dell'edema e del sanguinamento. Maggiore è l'area polmonare interessata dalla contusione e dall'edema, e tanto più grave sarà la compromissione respiratoria di cui soffrirà il traumatizzato.

### Consolidamento e collasso
La contusione polmonare può essere alla base del consolidamento di alcune aree del polmone, del collasso alveolare e dell'atelettasia (la mancata espansione e quindi il collasso polmonare parziale o totale).
Il fenomeno del consolidamento si verifica quando alcune zone del polmone, che sono normalmente riempito di aria, si riempiono con del materiale patologico, come per esempio il sangue.
Nel giro di alcune ore dal verificarsi dell'evento traumatico, gli alveoli iniziano ad addensarsi e a collassare e la zona lesa può evolvere verso il consolidamento. Una diminuzione nella produzione di surfattante polmonare (una sostanza che agisce come tensioattivo, diminuendo la tensione superficiale all'interno dei piccoli alveoli e impedendone il collasso) contribuisce al collasso e al consolidamento degli alveoli. L'inattivazione del surfattante infatti aumenta la tensione superficiale. La ridotta produzione di surfattante può anche estendersi al tessuto polmonare circostante l'area lesa, che originariamente non era stato coinvolto dal trauma.
L'infiammazione dei polmoni, che può seguire alla penetrazione nel tessuto di mediatori chimici della flogosi e cellule ematiche a seguito della contusione, può comportare il collasso di alcune zone del polmone.
I macrofagi, neutrofili, e altre cellule infiammatorie e del sangue possono penetrare nel tessuto polmonare e rilasciare fattori che accentuano l'infiammazione, aumentando la probabilità di insorgenza di insufficienza respiratoria.
In risposta alla infiammazione, viene prodotto un eccesso di muco, che potenzialmente può ostruire determinate zone del polmone e alcune vie aeree portandole a collassare. Anche se solo un lato del torace è stato coinvolto dal trauma, l'infiammazione può estendersi a colpire anche l'altro polmone. Il tessuto polmonare originariamente indenne può sviluppare edema, ispessimento dei setti degli alveoli, e altre alterazioni. Se la flogosi è piuttosto grave, può portare a disfunzioni polmonari simili a quelle che sono tipiche della sindrome da distress respiratorio.

## Clinica

### Segni e sintomi
La presentazione della contusione polmonare può essere subdola e paucisintomatica. I soggetti con contusioni lievi possono anche non avere alcun sintomo. Tuttavia la condizione è più spesso associata sia a segni sia a sintomi, compresi quelli suggestivi del danno polmonare stesso e delle lesioni di accompagnamento.
Poiché lo scambio dei gas è alterato, si associano spesso i segni di una bassa saturazione di ossigeno nel sangue, come per esempio basse pressioni parziali di ossigeno nel sangue arterioso e la cianosi (colore bluastro della pelle e delle membrane mucose).
La dispnea (una respirazione dolorosa e difficoltosa) è estremamente comune. Anche la tolleranza per l'esercizio fisico si abbassa. Una respirazione aumentata nella frequenza e superficiale e un incremento della frequenza cardiaca (tachicardia) sono altri segni di comune riscontro. Nelle contusioni polmonari gravi, il respiro udito per mezzo di uno stetoscopio può essere diminuito. In alcuni pazienti si possono apprezzare dei rantoli (un suono toracico anormale che assomiglia a un crepitio e che accompagna la respirazione) oppure delle franche crepitazioni.
Le persone con contusioni gravi possono avere broncorrea (la produzione di acquoso espettorato). In caso di gravi contusioni registra la presenza di broncorrea (cioè la produzione eccessiva di espettorato e catarro siero-mucoso o francamente acquoso). Tosse insistente e respiro sibilante sono altri segni possibili. La presenza di tosse con sangue oppure l'espulsione di espettorato sanguinante è presente in più della metà dei casi.
La gittata cardiaca (il volume di sangue che viene pompato dal cuore ogni minuto) tende a ridursi, e spesso si associa a ipotensione arteriosa (una diminuzione della pressione sanguigna). L'area toracica prossima alla zona contusa può apparire sensibile e dolorabile a causa delle associate lesioni della parete toracica.
I segni e sintomi richiedono del tempo per svilupparsi appieno. Non deve perciò sorprendere che circa la metà dei casi al momento della presentazione iniziale al medico (generalmente in un pronto soccorso) siano asintomatici.
Tanto più è grave la lesione e tanto più rapidamente diventano evidenti i sintomi. Nei casi più gravi, i sintomi possono verificarsi entro tre o quattro ore dal trauma. L'ipossiemia, cioè una bassa concentrazione di ossigeno nel sangue arterioso, in genere tende progressivamente a peggiorare nel giro di 24-48 ore dalla lesione.
In generale, la contusione polmonare tende a peggiorare lentamente nell'arco di pochi giorni, ma se non trattata può anche verificarsi un rapido deterioramento o la morte.

### Esami di laboratorio e strumentali
La diagnosi di contusione polmonare poggia sulla storia e le informazioni relative all'evento traumatico, sull'esame fisico del paziente effettuato dal medico e sui reperti della radiografia. Anche gli esami di laboratorio possono avere una loro utilità in quanto, a titolo d'esempio, possono mettere in luce le anomalie di una emogasanalisi arteriosa, comprendente spesso una bassa pressione parziale d'ossigeno e una elevazione della pressione parziale di anidride carbonica, anche in soggetti che respirano aria arricchita in ossigeno. L'emogasanalisi arteriosa nelle prime fasi che fanno seguito a una contusione polmonare può anche non mostrare alcuna significativa alterazione.

#### Radiografia del torace

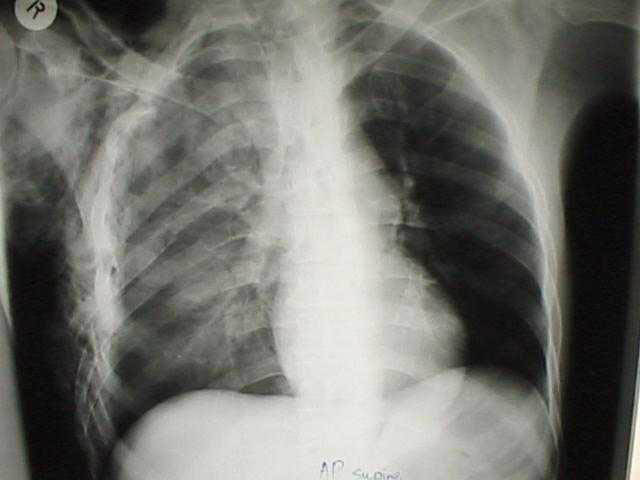
Una radiografia del torace che mostra sul lato destro del paziente (visibile a sinistra nell'immagine) una contusione polmonare associata a fratture costali ed enfisema sottocutaneo.

La radiografia del torace è il metodo più semplice e comunemente utilizzato per ottenere la diagnosi, e può essere utilizzato anche per confermare una diagnosi di sospetto avanzata dal clinico sulla base del riscontro di alcuni sintomi e segni clinici.
Le aree di consolidamento su un radiogramma del torace appaiono come aree bianche.
Le aree di contusione polmonare in genere non sono limitate dai normali confini anatomici dei lobi o segmenti polmonari.
L'aspetto radiologico della contusione polmonare ricalca quello della polmonite da aspirazione, e la presenza di emotorace o di pneumotorace possono risultare confondenti e nascondere sulla lastra radiologica la contusione. I segni di una contusione polmonare che permangono oltre le 48 ore dopo un trauma è probabile che in realtà siano dovuti a una polmonite, una aspirazione, oppure ad ARDS.
Sebbene la radiografia del torace sia una parte importante della diagnosi, spesso non è abbastanza sensibile per rilevare precocemente la condizione.
In circa un terzo dei casi, infatti, la contusione polmonare non è visibile sulla prima radiografia del torace eseguita a poca distanza di tempo dal trauma.
È stato calcolato che sia necessaria una media di sei ore affinché la radiografia del torace mostri le caratteristiche zone biancastre. Le modificazioni polmonari che fanno seguito da un'embolia grassosa oppure all'aspirazione difficilmente si rendono evidenti prima di 12-24 ore. Si deve comunque tenere presente che la contusione polmonare può non diventare evidente fino a 48 ore di distanza dal trauma.
Quando una contusione polmonare si rende evidente tramite una radiografia del torace, si deve sospettare di una particolare gravità del trauma e si rende necessario effettuare degli approfondimenti diagnostici eseguendo, per esempio, una tomografia computerizzata (TC) che potrebbe rivelare altre lesioni 'occulte' e non evidenziate dalla radiografia standard.
È noto che il danno subito dal polmone, è tendenzialmente sottostimato dalla esecuzione di una radiografia standard del torace. Quando viene eseguita una TC, una toractomia, oppure un esame autoptico il danno polmonare appare decisamente più ampio e grave.

#### Tomografia computerizzata

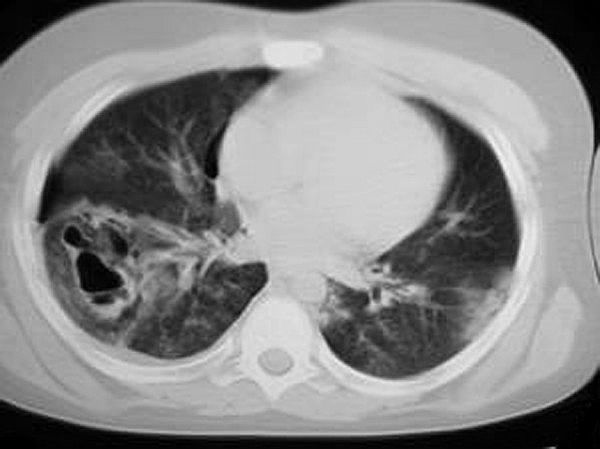
Una TC del torace che evidenzia contusioni polmonari, pneumotorace, e pseudocisti.

La tomografia computerizzata (TC) è un esame decisamente più sensibile per la contusione polmonare, ed è in grado di identificare lesioni addominali, toraciche, o di altro tipo che possono accompagnarsi alla contusione.
In uno studio scientifico è stato segnalato che la radiografia del torace rilevava una contusione polmonare nel 16,3% delle persone affette da un grave trauma toracico chiuso, mentre la tomografia computerizzata (TC) la rilevata in una percentuale decisamente più elevata e pari al 31,2% della medesima popolazione di traumatizzati.
A differenza della radiografia del torace, la TC è in grado di rilevare la contusione polmonare quasi subito dopo l'infortunio. Tuttavia, sia nel caso della radiografia sia della TC, la contusione polmonare diviene più evidente a distanza di 24-48 ore dal trauma, sotto forma di sanguinamento e comparsa di edema interstiziale polmonare.
La TC aiuta anche nella quantificazione di una precisa dimensione della contusione polmonare. Questo parametro è molto utile nel determinare se un paziente potrà aver bisogno di ventilazione meccanica. Una contusione che, sulla base del riscontro TC, interessa un ampio volume di polmone è associata a una maggiore probabilità di ventilazione artificiale. Secondo uno studio quando la contusione polmonare coinvolge circa il 30% del volume polmonare totale, pressoché tutti i pazienti necessitano di ventilazione meccanica.
La TC aiuta anche a differenziare tra contusione ed ematoma polmonare, difficilmente distinguibili basandosi sulla radiografia standard.
Tuttavia si deve anche tener presente che le contusioni polmonari visibili alla TC, ma non alla radiografia del torace, non sono di solito abbastanza gravi da influire sull'evoluzione del paziente o sul trattamento.

#### Ultrasuonografia

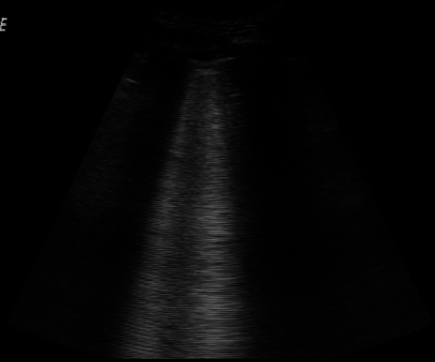
Un'immagine ecografica che mostra una contusione polmonare precoce, che al momento non era ancora evidenziabile tramite una radiografia standard. L'interessamento di tipo interstiziale è visualizzato dalle linee verticali bianche, le cosiddette "linee-B".

La validità dell'ecografia polmonare, come esame eseguito al letto del paziente o sul luogo dell'incidente, è ancora in fase di studio nella diagnosi di contusione polmonare. Il suo utilizzo non è ancora diffuso, ed è in genere limitato a quelle strutture che già lo utilizzano per altri motivi, come la diagnosi di pneumotorace, emotorace o la gestione delle vie aeree.
Secondo alcuni autori l'accuratezza dell'esame sarebbe sovrapponibile a quella della TC.

### Diagnosi differenziale
Contusione polmonare e lacerazione sono lesioni del tessuto polmonare. La lacerazione polmonare, nella quale il tessuto polmonare risulta lacerato o tagliato, differisce dalla contusione polmonare per il fatto che la prima entità implica una interruzione macroscopicamente evidente della struttura polmonare, mentre la seconda no.
Quando le zone lacerate si riempiono di sangue, ne consegue un ematoma polmonare, vale a dire una raccolta di sangue all'interno del tessuto polmonare.
La contusione comporta uno stravaso di sangue negli alveoli polmonari (le cavità naturali preposte allo scambio dei gas respiratori tra il sangue e l'aria).
L'ematoma polmonare è invece una vera e propria raccolta di sangue, di dimensioni variabili, che non comprende, ma al contrario si interpone tra il tessuto polmonare.
Un polmone collassato può essere il risultato del riempimento dello spazio pleurico (lo spazio esterno al polmone, normalmente virtuale, delimitato dalla pleura parietale e quella viscerale) da parte del sangue (emotorace) oppure aria (pneumotorace) o ancora da parte di entrambi (emopneumotorace).
Queste condizioni non necessariamente comportano un danno al tessuto polmonare, ma con grande frequenza sono a esso associate.
Traumi e lesioni della parete toracica sono entità distinte ma assai spesso associate alle lesioni polmonari. Traumi e lesioni della parete toracica includono le fratture costali e il cosiddetto lembo toracico fluttuante. Quest'ultimo è una condizione in cui una porzione della gabbia toracica si muove indipendentemente dal resto della parete nel corso degli atti respiratori. Il lembo toracico fluttuante assai spesso è il risultato di fratture costali multiple.

## Trattamento
Nessun trattamento conosciuto è in grado di accelerare la guarigione di una contusione polmonare. La terapia principalmente è di supporto. Si cerca prima di tutto di identificare eventuali lesioni che accompagnano la contusione, per prevenire ulteriori lesioni, e per fornire un'adeguata terapia di supporto in attesa che la contusione guarisca.
Il monitoraggio del paziente, e in particolare il controllo del bilancio idrico, la funzione respiratoria e la saturazione di ossigeno tramite pulsossimetria è assolutamente indispensabile poiché le condizioni del paziente possono progressivamente peggiorare.
La restrizione di fluidi, in particolare nei pazienti con contusione polmonare associata a lembo toracico fluttuante, non deve essere eccessiva ma si dovrebbe sempre tenere in considerazione la necessità di un'adeguata perfusione tissutale.
Il controllo di complicazioni come la polmonite oppure la sindrome da distress respiratorio acuta è di importanza critica.
Il trattamento mira a prevenire l'insufficienza respiratoria e a garantire un'adeguata ossigenazione del sangue. Al paziente può essere erogato dell'ossigeno supplementare (ossigenoterapia) che è bene sia adeguatamente riscaldato e umidificato.
Se il paziente affetto da contusione polmonare non risponde ad altri trattamenti, si può ricorrere alla ossigenazione extracorporea membranosa: si pompa il sangue del paziente dal corpo in una speciale macchina che ossigena e rimuove l'anidride carbonica e quindi reimmette il sangue nel sistema circolatorio del paziente.

### Ventilazione

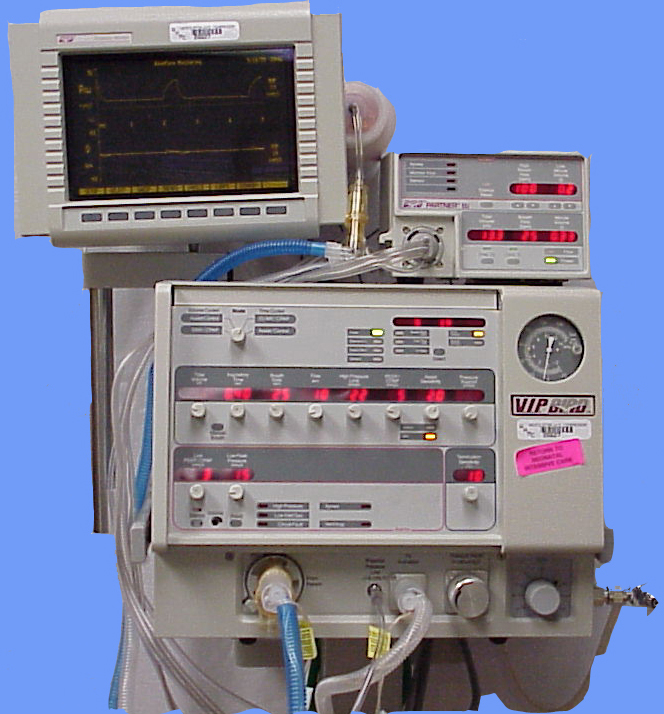
Può essere necessario ricorrere alla ventilazione meccanica se la contusione polmonare causa una ossigenazione inadeguata.

La ventilazione a pressione positiva, nella quale l'aria è forzata all'interno dei polmoni, diviene necessaria quando l'ossigenazione è significativamente compromessa. La ventilazione non invasiva a pressione positiva, comprendente sia la ventilazione a pressione positiva continua (CPAP) sia la ventilazione bi-level (BiPAP), può essere utilizzata per migliorare l'ossigenazione e trattare l'atelettasia. In entrambi i tipi di ventilazione, viene soffiata dell'aria nelle vie aeree, a una pressione prestabilita, attraverso una maschera montata saldamente sul viso del paziente. Nella BiPAP la pressione varia tra la fase di inspirazione e di espirazione, mentre nella CPAP la pressione è la medesima in entrambe le fasi respiratorie.
La ventilazione non invasiva ha dei vantaggi rispetto ai metodi invasivi, perché non comporta il rischio di infezione che si associa alla intubazione, e permette normali atti quali la tosse, la deglutizione, e il parlare. Tuttavia la tecnica presenta anche qualche rischio e complicazione. Infatti la CPAP e la BiPAP possono forzare aria nello stomaco o causare aspirazione del contenuto dello stomaco, soprattutto quando il livello di coscienza del paziente è diminuito.
I soggetti con segni di respirazione insufficiente o di inadeguata ossigenazione possono dover essere intubati e sottoposti alla ventilazione meccanica. La ventilazione meccanica si propone di ridurre l'edema polmonare e aumentare l'ossigenazione dell'organismo.
La ventilazione può comportare la riapertura di molti alveoli collassati, ma alla lunga questo processo di ripetuta apertura può risultare dannoso per gli alveoli stessi, e la ventilazione a pressione positiva (CPAP o BiPAP) può anche danneggiare il polmone se viene impostata un'eccessiva pressione di ventilazione.
L'intubazione di norma è riservata a quei soggetti nei quali si verificano delle complicanze di tipo respiratorio, ma la maggior parte delle contusioni polmonari di una certa gravità terminano comunque con la necessità di intubazione, la quale, a giudizio dei medici, può anche essere anticipata (con il paziente più stabile) in previsione di questa necessità.
Molti ritengono che un trattamento ventilatorio meccanico precoce e aggressivo possa prevenire la progressiva atelettasia e il peggioramento dell'ossigenazione arteriosa
Le persone affette da contusione polmonare, che verosimilmente avranno maggiori probabilità di dover necessitare della ventilazione meccanica, comprendono tutti quei soggetti con una precedente malattia polmonare grave (per esempio una broncopneumopatia cronica ostruttiva) o problemi renali, i soggetti anziani e polipatologici, quelli con un ridotto livello di coscienza, quelli che da subito si presentano con ipossiemia (bassi livelli di ossigeno nel sangue) o ipercapnia (alti livelli ematici di biossido di carbonio, con possibilità di sviluppare carbonarcosi) e coloro che sono in nota operatoria per interventi da eseguirsi in anestesia generale.
La contusione polmonare o alcune delle sue complicanze, quali per esempio la sindrome da distress respiratorio, possono causare perdita di compliance (irrigidimento) dei polmoni. Ne consegue che per ventilare sufficientemente i polmoni e ossigenare il sangue a livelli adeguati, possono essere necessarie pressioni estremamente elevate.
La pressione positiva di fine espirazione (PEEP), che fornisce aria a una data pressione alla fine del ciclo espiratorio, può ridurre l'edema a livello polmonare e impedire agli alveoli di collassare.
La PEEP è fondamentale quando si effettua la ventilazione meccanica, tuttavia, se la pressione positiva di fine espirazione è troppo grande, può comportare una espansione della dimensione dell'area contusa e danneggiare il polmone.
Quando la compliance (distensibilità) del polmone traumatizzato differisce significativamente da quella del polmone indenne, i polmoni possono essere ventilati indipendentemente con due ventilatori, in modo tale da fornire loro aria a pressioni diverse. La tecnica prende il nome di ventilazione polmonare indipendente e può essere effettuata ricorrendo a un tubo da intubazione endotracheale a doppio lume. Questo strategia ventilatoria stabilizza sia l'ossigenazione sia la ventilazione del paziente traumatizzato, impedendo un sovragonfiaggio, fornendo un'adeguata ventilazione e nel contempo consentendo di evitare le lesioni da sovradistensione.

### Terapia infusiva
La somministrazione di liquidi per via infusiva in individui con contusione polmonare è un argomento controverso.
Un eccesso di fluidi nel sistema circolatorio (cioè una situazione nota come ipervolemia) può peggiorare l'ipossia in quanto può causare perdite di liquidi dai capillari lesi, decisamente più permeabili rispetto al normale, e comportare l'insorgenza di edema polmonare.
Tuttavia si deve anche tenere presente che un basso volume di sangue circolante (cioè una situazione nota come ipovolemia), nel trauma in genere derivante da perdite di fluidi, ha un impatto ancora peggiore, potendo causare potenzialmente uno shock ipovolemico.
Ne consegue che i soggetti traumatizzati che hanno perso una grande quantità di sangue, necessitano assolutamente di un'adeguata reintegrazione di liquidi.
Molte delle evidenze a sostegno dell'opinione che i liquidi non debbono essere somministrati a traumatizzati con contusione polmonare sono state ottenute da studi effettuati su animali, ma non da studi clinici su esseri umani.
I pochi studi effettuati sull'uomo hanno dato risultati contrastanti e in particolare non hanno chiarito se la terapia infusiva peggiori o meno la condizione.
Nelle persone che necessitano di grandi quantità di fluidi per via endovenosa, è opportuno posizionare un catetere nell'arteria polmonare (catetere di Swan-Ganz) per tenere monitorata la pressione arteriosa.
Il monitoraggio della pressione arteriosa polmonare consente al medico di somministrare liquidi a sufficienza per evitare lo shock, evitando nel contempo un eccesso di infusioni che potrebbero precipitare una crisi di edema polmonare.
I diuretici, cioè quella categoria di farmaci che, attraverso diversi meccanismi d'azione, incrementano la diuresi e la produzione di urine riducendo l'eccesso di fluidi circolanti nel sistema vascolare, possono essere utilizzati per quei soggetti in cui si verifica un sovraccarico di liquidi.
La furosemide, un diuretico dell'ansa spesso utilizzato in corso di trattamento della contusione polmonare, rilassa anche la muscolatura liscia nelle vene dei polmoni. Si viene così a ridurre a resistenza venosa polmonare e si riduce la pressione nei capillari polmonari.

### Terapia di supporto
Le secrezioni che vengono ritenute nelle vie aeree possono peggiorare l'ipossia e causare infezioni.
Per tale motivo una parte importante del trattamento è la toilette polmonare, che comprende il ricorso all'aspirazione delle secrezioni, la respirazione profonda, la tosse, e altri metodi utili per rimuovere materiali come muco e sangue dalle vie aeree.
La fisioterapia respiratoria si avvale di tecniche come gli esercizi di respirazione, la stimolazione della tosse, la suzione, le percussioni, movimenti, vibrazioni, e il drenaggio per liberare i polmoni dalle secrezioni, aumentare l'ossigenazione e tentare di riespandere le zone collassate (atelettasiche) del polmone.
I soggetti con contusione polmonare, specialmente quelli che non rispondono bene ad altri trattamenti, possono essere posizionati al letto con il polmone indenne in posizione più declive rispetto a quello traumatizzato, al fine di migliorare l'ossigenazione. Un'inadeguata toilette polmonare può causare una polmonite. I soggetti che sviluppano una complicanza infettiva polmonare debbono essere posti in trattamento antibiotico.
Nessuno studio clinico ha ancora dimostrato il presunto vantaggio di utilizzare gli antibiotici come misura preventiva, prima del verificarsi di una infezione, anche se nella pratica clinica alcuni medici consigliano la profilassi con antibiotici anche senza alcuna evidenza scientifica della loro efficacia.
Il trattamento antibiotico profilattico può causare lo sviluppo di ceppi di batteri resistenti agli antibiotici. Per questo motivo somministrare antibiotici senza una chiara esigenza è una pratica medica che, di norma, dovrebbe essere sconsigliata. Per quei soggetti che sono particolarmente esposti al rischio di sviluppare infezioni è possibile ricorrere a periodiche colture dell'espettorato, al fine di verificare l'eventuale sviluppo di ceppi batterici in grado di causare infezioni, saggiarne la sensibilità a specifici antibiotici e quindi essere posti in trattamento.
Il controllo del dolore è un altro mezzo assistenziale che facilita l'eliminazione delle secrezioni. Infatti una lesione della parete toracica può risultare estremamente dolorosa, specie quando si scatena il riflesso della tosse. Per questo motivo i traumatizzati, inconsciamente, limitano la profondità delle ventilazioni, al fine di tenere sotto controllo il dolore e la tosse. In questo modo però aumentano le probabilità che le secrezioni bronchiali si accumulino nelle vie aeree.
Un'insufficiente espansione del torace può condurre all'atelettasia, la quale, a sua volta, riduce ulteriormente l'ossigenazione del sangue.
Gli analgesici, medicamenti utilizzati per lenire il dolore, possono essere dati al paziente per tenere sotto controllo ogni stimolo doloroso.
L'iniezione di farmaci anestetici nei nervi della parete toracica, una tecnica chiamata blocco del nervo, è un ulteriore approccio alla gestione del dolore. Questa tecnica analgesica non deprime la respirazione contrariamente a quanto può avvenire con l'utilizzo di alcuni farmaci.

## Prognosi

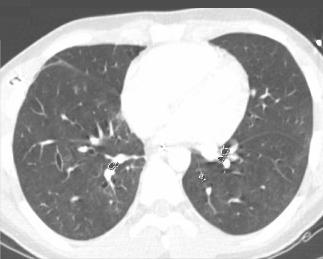
Questa immagine acquisita nel corso di una scansione TC eseguita a 22 giorni di distanza da una contusione polmonare associata a un importante trauma toracico, dimostra che la contusione si è completamente risolta.

La contusione polmonare di solito si risolve da sola, dopo un adeguato periodo di tempo, senza causare complicazioni permanenti.
In alcuni casi, tuttavia, possono verificarsi effetti negativi a lungo termine sulla funzione respiratoria.
La maggior parte delle contusioni polmonari si risolvere nel giro di cinque, sette giorni dopo il trauma.
I segni di contusione rilevabili attraverso l'esecuzione di una radiografia di solito si risolvono entro 10 giorni dall'infortunio. Quando questi reperti radiografici non si risolvono entro quest'arco di tempo, è necessario pensare che altre condizioni, come per esempio la polmonite, siano alla base di tali aspetti.
La malattia polmonare cronica correla con la dimensione della contusione e può interferire con la capacità di un individuo di tornare a attendere alle precedenti mansioni lavorative.
Entro sei anni dal trauma si può verificare una fibrosi polmonare cui fa seguito importante dispnea (mancanza di respiro), ipossiemia (una bassa ossigenazione del sangue) e una ridotta capacità funzionale residua.
A distanza di quattro anni dal trauma toracico, è possibile riscontrare una riduzione della capacità funzionale residua nella maggior parte dei pazienti che avevano subito una contusione polmonare.
Nei sei mesi immediatamente successivi a una contusione polmonare, fino al 90% dei soggetti soffre di una qualche forma di difficoltà respiratoria.
Sfortunatamente, in alcuni casi, la difficoltà respiratoria persiste per un periodo di tempo indeterminato. La contusione polmonare può anche ridurre in modo permanente la compliance polmonare.

## Prevenzione
La prevenzione della contusione polmonare è simile a quella del trauma toracico. L'uso di airbag in associazione all'utilizzo delle cinture di sicurezza è in grado di proteggere gli occupanti del veicolo al verificarsi di un incidente stradale. Questi presidi di sicurezza impediscono infatti al torace di colpire l'interno del veicolo durante gli urti, e distribuiscono le forze coinvolte nello schianto in modo più uniforme su tutto il corpo.
In rari casi, tuttavia, l'esplosione di un airbag a causa di un urto può causare contusione polmonare in una persona che non è correttamente posizionata alla guida quando avviene lo scoppio. Alcuni particolari sistemi di sicurezza per i bambini, come per esempio i seggiolini per auto, proteggono i bambini da una possibile contusione polmonare in caso di incidenti stradali.
In alcuni sport esistono delle particolari attrezzature progettate per prevenire i traumi al petto e il conseguente danno del parenchima polmonare. Per esempio, nel softball in determinati ruoli si gioca con una protezione per il petto. Analoghi indumenti protettivi (non solo contro la contusione polmonare ma anche contro fratture costali) sono utilizzati nell'hockey, nel football americano, nel motocross e in altri sport.
Gli atleti che, per una serie di motivi, non possono indossare questo tipo di protezioni, come per esempio i giocatori di basket, possono essere addestrati per proteggere il torace dagli urti più violenti.
Speciali indumenti protettivi possono impedire una contusione polmonare in caso di esplosioni.
Sebbene le protezioni tradizionali che comprendono lastre rigide o altri materiali pesanti proteggano dai proiettili generati da uno scoppio, tuttavia sono sostanzialmente inefficaci nel proteggere contro una eventuale contusione polmonare, poiché non impediscono all'onda d'urto dell'esplosione di trasferire energia al polmone.
Alcune armature speciali sono state progettate per il personale militare ad alto rischio per lesioni da scoppio. Questi particolari indumenti sono stati ideati per impedire a un'onda d'urto di propagarsi attraverso la parete toracica fino al polmone, e quindi per proteggere coloro che li indossano da ipotetiche lesioni polmonari da scoppio.
Da un punto di vista tecnico questi indumenti presentano un'alternanza di strati di materiali a elevata e bassa impedenza acustica (l'impedenza è il rapporto fra la pressione sonora e la velocità di vibrazione delle particelle in un determinato punto). L'alternanza di questi strati di impedenza diversa ottiene lo scopo di "disaccoppiare" l'onda d'urto, impedendone la propagazione nei tessuti sottostanti.